# الكويت في الألعاب الأولمبية الصيفية 2000
شاركت الكويت في الألعاب الأولمبية الصيفية المقامة في سيدني (أستراليا) في الفترة من 15 سبتمبر إلى 1 أكتوبر 2000. شاركت الكويت بمجموع 29 رياضي في 6 ألعاب. وحققت الكويت أول ميدالية أولمبية في تاريخها وقد كانت في لعبة الرماية.

## ألعاب القوى
خرج فوزي دهش من الدور التمهيدي لسباق 400 متر، وخرج منتخب الكويت من سباق 400 متر تتابع وقد شارك في الفريق كل من فوزي دهش ومساعد العازمي وبدر الفليج ومشعل الحربي.

## كرة القدم
لعب منتخب الكويت لكرة القدم أمام منتخب الكاميرون لكرة القدم وخسر أمامه بهدفين مقابل ثلاثة أهداف، وقد سجل هدفي الكويت خلف السلامة وجمال مبارك وفي المباراة الثانية فاز منتخب الكويت لكرة القدم على منتخب التشيك لكرة القدم بثلاثة أهداف مقابل هدفين، وقد سجل أهداف الكويت خلف السلامة وفرج لهيب هدفين، وخسر في المباراة الأخيرة أمام منتخب الولايات المتحدة لكرة القدم بثلاثة أهداف مقابل هدف، وقد سجل الهدف بدر الشمري.

## السباحة
خرج فيصل المحميد من الدور التمهيدي لسباق 100 متر لسباحة الظهر، وخرج سلطان العتيبي من سباق 200 متر للفردي.

## الرماية
و في الرماية، استطاع فهيد الديحاني بأن يحرز أول ميدالية أولمبية للكويت بعد حصوله على المركز الثالث في مسابقة الرماية الدبل تراب.